# FA Cup 2020-2021
La FA Cup 2020-2021 è stata la 140ª edizione della FA Cup, la più importante coppa nel calcio inglese e la competizione ad eliminazione diretta più antica del mondo. È stata sponsorizzata da Emirates.
La finale si è svolta il 15 maggio 2021 allo Stadio di Wembley e si è conclusa con la vittoria del Leicester City, alla prima affermazione nella competizione della sua storia.

## Cambiamenti
Per evitare un calendario fitto causato dai rinvii causati dalla pandemia di COVID-19, solo per quest'anno sono stati aboliti i replay. In caso di parità dopo 90 minuti si sono disputati i tempi supplementari ed eventualmente i tiri di rigore. I premi sono stati ripristinati a quelli dell'edizione 2017-2018.

## Calendario
| Fase                    | Turno                           | Sorteggio      | Data              | Partite | Squadre   | Squadre entrate | Premio squadra vincente | Premio squadra perdente | Campionati entranti                         |
| ----------------------- | ------------------------------- | -------------- | ----------------- | ------- | --------- | --------------- | ----------------------- | ----------------------- | ------------------------------------------- |
| Turni di qualificazione | Turno extra preliminare         | 18 agosto 2020 | 1º settembre 2020 | 184     | 736 → 552 | 368             | £1.125                  | £375                    |                                             |
| Turni di qualificazione | Turno preliminare               | 18 agosto 2020 | 12 settembre 2020 | 160     | 552 → 392 | 136             | £1.444                  | £481                    | N&S&I Divisions One                         |
| Turni di qualificazione | Primo turno di qualificazione   |                | 22 settembre 2020 | 117     | 392 → 275 | 74              | £2.250                  | £750                    | N&S&I Premier Division                      |
| Turni di qualificazione | Secondo turno di qualificazione |                | 3 ottobre 2020    | 80      | 275 → 195 | 43              | £3.375                  | £1.125                  | National North & South                      |
| Turni di qualificazione | Terzo turno di qualificazione   |                | 13 ottobre 2020   | 40      | 195 → 155 |                 | £5.625                  | £1.875                  |                                             |
| Turni di qualificazione | Quarto turno di qualificazione  |                | 24 ottobre 2020   | 32      | 155 → 124 | 23              | £9.375                  | £3.125                  | National League                             |
| Torneo principale       | Primo turno                     |                | 7 novembre 2020   | 40      | 124 → 84  | 48              | £16.972                 | £5.657                  | Football League 1 Football League 2         |
| Torneo principale       | Secondo turno                   |                | 28 novembre 2020  | 20      | 84 → 64   |                 | £25.500                 | £8.500                  |                                             |
| Torneo principale       | Terzo turno                     |                | 9 gennaio 2021    | 32      | 64 → 32   | 44              | £61.500                 | £20.500                 | Premier League Football League Championship |
| Torneo principale       | Quarto turno                    |                | 23 gennaio 2021   | 16      | 32 → 16   |                 | £90.000                 |                         |                                             |
| Torneo principale       | Ottavi di finale                |                | 10 febbraio 2021  | 8       | 16 → 8    |                 | £180.000                |                         |                                             |
| Torneo principale       | Quarti di finale                |                | 20 marzo 2021     | 4       | 8 → 4     |                 | £360.000                |                         |                                             |
| Torneo principale       | Semifinali                      |                | 17 aprile 2021    | 2       | 4 → 2     |                 | £900.000                | £450.000                |                                             |
| Torneo principale       | Finale                          |                | 15 maggio 2021    | 1       | 2 → 1     |                 | £1.800.000              | £900.000                |                                             |

## Fase finale

### Primo turno
Il sorteggio del primo turno si è svolto il 26 ottobre 2020. Vi hanno preso parte i 31 vincitori del quarto turno di qualificazione, ai quali si sono aggiunte le squadre partecipanti alla Football League One e Football League Two, più il Chorley, che ha ottenuto un bye visto il posto in più disponibile dopo il fallimento del Macclesfield Town.
A questo turno si è qualificata una squadra di 9ª divisione, vale a dire lo Skelmersdale United, che rappresenta il campionato di livello più basso.
Il Chesterfield era stato originariamente sorteggiato per giocare contro il Rochdale, ma successivamente è stato appurato che il Chesterfield aveva schierato, nel turno precedente, un calciatore che non ne aveva titolo contro lo Stockport County. Il match è stato quindi ripetuto con vittoria dello Stockport County.
| Squadra 1                  | Risultato       | Squadra 2              |
| -------------------------- | --------------- | ---------------------- |
| 6 novembre 2020            |                 |                        |
| Harrogate Town (4)         | 4 - 1           | Skelmersdale Utd (9)   |
| 7 novembre 2020            |                 |                        |
| Tonbridge Angels (6)       | 0 - 7           | Bradford City (4)      |
| Exeter City (4)            | 2 - 1           | Fylde (6)              |
| Banbury Utd (7)            | 1 - 2           | Canvey Island (8)      |
| Bolton (4)                 | 2 - 3           | Crewe Alexandra (3)    |
| Boreham Wood (5)           | 3 - 3 (4-3 dtr) | Southend Utd (4)       |
| Brackley Town (6)          | 3 - 3 (3-2 dtr) | Bishop's Stortford (7) |
| Bromley (5)                | 0 - 1 (dts)     | Yeovil Town (5)        |
| Cambridge Utd (4)          | 0 - 2           | Shrewsbury Town (3)    |
| Charlton (3)               | 0 - 1           | Plymouth (3)           |
| Cheltenham Town (4)        | 3 - 1           | South Shields (7)      |
| Colchester Utd (4)         | 1 - 1 (3-5 dtr) | Marine (8)             |
| Dag & Red (5)              | 3 - 1           | Grimsby Town (4)       |
| Gillingham (3)             | 3 - 2           | Woking (5)             |
| Hull City (3)              | 2 - 0           | Fleetwood Town (3)     |
| Ipswich Town (3)           | 2 - 3 (dts)     | Portsmouth (3)         |
| Leyton Orient (4)          | 1 - 2           | Newport County (4)     |
| Lincoln City (3)           | 6 - 2           | Forest Green (4)       |
| Oxford Utd (3)             | 1 - 2           | Peterborough Utd (3)   |
| Port Vale (4)              | 0 - 1           | King's Lynn Town (5)   |
| Rochdale (3)               | 1 - 2           | Stockport County (5)   |
| Salford City (4)           | 2 - 0 (dts)     | Hartlepool Utd (5)     |
| Stevenage (4)              | 2 - 2 (5-4 dtr) | Concord Rangers (6)    |
| Sunderland (3)             | 0 - 1           | Mansfield Town (4)     |
| Swindon Town (3)           | 1 - 2           | Darlington (6)         |
| Tranmere (4)               | 2 - 1           | Accrington Stanley (3) |
| Walsall (4)                | 1 - 2           | Bristol Rovers (3)     |
| Utd of Manchester (7)      | 1 - 5           | Doncaster (3)          |
| 8 novembre 2020            |                 |                        |
| Scunthorpe Utd (4)         | 2 - 3           | Solihull Moors (5)     |
| Barnet (5)                 | 1 - 0           | Burton Albion (3)      |
| Eastleigh (5)              | 0 - 0 (3-4 dtr) | MK Dons (3)            |
| Hampton & Richmond (6)     | 2 - 3           | Oldham Athletic (4)    |
| Havant & Waterlooville (6) | 1 - 0           | Cray Valley PM (8)     |
| Hayes & Yeading Utd (7)    | 2 - 2 (3-4 dtr) | Carlisle Utd (4)       |
| Maldon & Tiptree (8)       | 0 - 1           | Morecambe (4)          |
| Torquay Utd (5)            | 5 - 6 (dts)     | Crawley Town (4)       |
| Wigan (3)                  | 2 - 3 (dts)     | Chorley (6)            |
| Eastbourne Borough (6)     | 0 - 3           | Blackpool (3)          |
| 9 novembre 2020            |                 |                        |
| Oxford City (6)            | 2 - 1           | Northampton Town (3)   |
| 26 novembre 2020           |                 |                        |
| Barrow (4)                 | 0 - 0 (2-4 dtr) | AFC Wimbledon (3)      |

### Secondo turno
Il sorteggio del secondo turno si è svolto il 9 novembre 2020, e vi hanno preso parte i 40 vincitori del primo turno.
A questo turno si sono qualificate due squadre di 8ª divisione, il campionato di livello più basso fin qui rappresentato, vale a dire Canvey Island e Marine.
| Squadra 1            | Risultato       | Squadra 2                  |
| -------------------- | --------------- | -------------------------- |
| 27 novembre 2020     |                 |                            |
| Tranmere (4)         | 1 - 0           | Brackley Town (6)          |
| 28 novembre 2020     |                 |                            |
| Morecambe (4)        | 4 - 2 (dts)     | Solihull Moors (5)         |
| Gillingham (3)       | 2 - 3           | Exeter City (4)            |
| Newport County (4)   | 3 - 0           | Salford City (4)           |
| Bradford City (4)    | 1 - 2           | Oldham Athletic (4)        |
| Cheltenham Town (4)  | 2 - 1 (dts)     | Crewe Alexandra (3)        |
| Harrogate Town (4)   | 0 - 4           | Blackpool (3)              |
| Plymouth (3)         | 2 - 0           | Lincoln City (3)           |
| Portsmouth (3)       | 6 - 1           | King's Lynn (5)            |
| Peterborough Utd (3) | 1 - 2           | Chorley (6)                |
| 29 novembre 2020     |                 |                            |
| Barnet (5)           | 0 - 1           | MK Dons (3)                |
| Bristol Rovers (3)   | 6 - 0           | Darlington (6)             |
| Carlisle Utd (4)     | 1 - 2           | Doncaster (3)              |
| Mansfield Town (4)   | 2 - 1 (dts)     | Dag & Red (5)              |
| Shrewsbury Town (3)  | 1 - 0 (dts)     | Oxford City (6)            |
| Stevenage (4)        | 1 - 1 (6-5 dtr) | Hull City (3)              |
| Stockport County (5) | 3 - 2 (dts)     | Yeovil Town (5)            |
| AFC Wimbledon (3)    | 1 - 2           | Crawley Town (4)           |
| Marine (8)           | 1 - 0 (dts)     | Havant & Waterlooville (6) |
| 30 novembre 2020     |                 |                            |
| Canvey Island (8)    | 0 - 3           | Boreham Wood (5)           |

### Terzo turno
Il sorteggio del terzo turno si è svolto il 30 novembre 2020. Vi hanno preso parte i 20 vincitori del secondo turno, a cui si sono aggiunte le squadre militanti in Premier League e in Football League Championship.
A questo turno si è qualificata una squadra di 8ª divisione, il Marine, che rappresenta il campionato di livello più basso ancora in gara. Il Marine è stato sorteggiato per sfidare il Tottenham Hotspur, dando vita al match con la più ampia differenza di livello calcistico nella storia della competizione.
| Squadra 1             | Risultato       | Squadra 2           |
| --------------------- | --------------- | ------------------- |
| 8 gennaio 2021        |                 |                     |
| Aston Villa           | 1 - 4           | Liverpool           |
| Wolverhampton         | 1 - 0           | Crystal Palace      |
| 9 gennaio 2021        |                 |                     |
| Boreham Wood (5)      | 0 - 2           | Millwall (2)        |
| Everton               | 2 - 1 (dts)     | Rotherham Utd (2)   |
| Luton Town (2)        | 1 - 0           | Reading (2)         |
| Norwich City (2)      | 2 - 0           | Coventry City (2)   |
| Nottingham Forest (2) | 1 - 0           | Cardiff City (2)    |
| Chorley (6)           | 2 - 0           | Derby County (2)    |
| Blackburn (2)         | 0 - 1           | Doncaster (3)       |
| Blackpool (3)         | 2 - 2 (3-2 dtr) | West Bromwich       |
| Bournemouth (2)       | 4 - 1           | Oldham Athletic (4) |
| Bristol Rovers (3)    | 2 - 3           | Sheffield Utd       |
| Burnley               | 1 - 1 (4-3 dtr) | MK Dons (3)         |
| Exeter City (4)       | 0 - 2           | Sheffield Weds (2)  |
| QPR (2)               | 0 - 2 (dts)     | Fulham              |
| Stevenage (4)         | 0 - 2           | Swansea City (2)    |
| Stoke City (2)        | 0 - 4           | Leicester City      |
| Wycombe (2)           | 4 - 1           | Preston N.E. (2)    |
| Arsenal               | 2 - 0 (dts)     | Newcastle Utd       |
| Brentford (2)         | 2 - 1           | Middlesbrough (2)   |
| Huddersfield Town (2) | 2 - 3           | Plymouth (3)        |
| Manchester Utd        | 1 - 0           | Watford (2)         |
| 10 gennaio 2021       |                 |                     |
| Barnsley (2)          | 2 - 0           | Tranmere (4)        |
| Bristol City (2)      | 2 - 1           | Portsmouth (3)      |
| Chelsea               | 4 - 0           | Morecambe (4)       |
| Cheltenham Town (4)   | 2 - 1 (dts)     | Mansfield Town (4)  |
| Crawley Town (4)      | 3 - 0           | Leeds Utd           |
| Manchester City       | 3 - 0           | Birmingham City (2) |
| Marine (8)            | 0 - 5           | Tottenham           |
| Newport County (4)    | 1 - 1 (3-5 dtr) | Brighton            |
| 11 gennaio 2021       |                 |                     |
| Stockport County (5)  | 0 - 1           | West Ham Utd        |
| 19 gennaio 2021       |                 |                     |
| Southampton           | 2 - 0           | Shrewsbury Town (3) |

### Quarto turno
Il sorteggio del quarto turno si è svolto il 11 gennaio 2021, appena prima del sorteggio del quinto turno, e vi hanno preso parte i 32 vincitori del terzo turno.
A questo turno si è qualificata una squadra di 6ª divisione, il Chorley, che rappresenta il campionato di livello più basso ancora in gara.
| Squadra 1           | Risultato | Squadra 2             |
| ------------------- | --------- | --------------------- |
| 22 gennaio 2021     |           |                       |
| Chorley (6)         | 0 - 1     | Wolverhampton         |
| 23 gennaio 2021     |           |                       |
| Southampton         | 1 - 0     | Arsenal               |
| Barnsley (2)        | 1 - 0     | Norwich City (2)      |
| Brighton            | 2 - 1     | Blackpool (3)         |
| Millwall (2)        | 0 - 3     | Bristol City (2)      |
| Sheffield Utd       | 2 - 1     | Plymouth (3)          |
| Swansea City (2)    | 5 - 1     | Nottingham Forest (2) |
| West Ham Utd        | 4 - 0     | Doncaster (3)         |
| Cheltenham Town (4) | 1 - 3     | Manchester City       |
| 24 gennaio 2021     |           |                       |
| Chelsea             | 3 - 1     | Luton Town (2)        |
| Brentford (2)       | 1 - 3     | Leicester City        |
| Fulham              | 0 - 3     | Burnley               |
| Manchester Utd      | 3 - 2     | Liverpool             |
| Everton             | 3 - 0     | Sheffield Weds (2)    |
| 25 gennaio 2021     |           |                       |
| Wycombe (2)         | 1 - 4     | Tottenham             |
| 26 gennaio 2021     |           |                       |
| Bournemouth (2)     | 2 - 1     | Crawley Town (4)      |

### Ottavi di finale
Il sorteggio degli ottavi di finale si è svolto il 11 gennaio 2020, subito dopo il sorteggio del quarto turno.
A questo turno si sono qualificate 12 squadre della Premier League e 4 squadre della Football League Championship.
| Squadra 1        | Risultato   | Squadra 2        |
| ---------------- | ----------- | ---------------- |
| 9 febbraio 2021  |             |                  |
| Burnley          | 0 - 2       | Bournemouth (2)  |
| Manchester Utd   | 1 - 0 (dts) | West Ham Utd     |
| 10 febbraio 2021 |             |                  |
| Swansea City (2) | 1 - 3       | Manchester City  |
| Leicester City   | 1 - 0       | Brighton         |
| Sheffield Utd    | 1 - 0       | Bristol City (2) |
| Everton          | 5 - 4 (dts) | Tottenham        |
| 11 febbraio 2021 |             |                  |
| Wolverhampton    | 0 - 2       | Southampton      |
| Barnsley (2)     | 0 - 1       | Chelsea          |

### Quarti di finale
Il sorteggio dei quarti di finale si è svolto l'11 febbraio 2021.
Vi hanno partecipato 7 squadre della Premier League e 1 squadra, il Bournemouth, della Football League Championship
| Squadra 1       | Risultato | Squadra 2       |
| --------------- | --------- | --------------- |
| 20 marzo 2021   |           |                 |
| Bournemouth (2) | 0 - 3     | Southampton     |
| Everton         | 0 - 2     | Manchester City |
| 21 marzo 2021   |           |                 |
| Chelsea         | 2 - 0     | Sheffield Utd   |
| Leicester City  | 3 - 1     | Manchester Utd  |

### Semifinali
| Squadra 1      | Risultato | Squadra 2       |
| -------------- | --------- | --------------- |
| 17 aprile 2021 |           |                 |
| Chelsea        | 1 - 0     | Manchester City |
| 18 aprile 2021 |           |                 |
| Leicester City | 1 - 0     | Southampton     |

### Finale
| Arbitro: | Michael Oliver |

|  |           |               |
|  | Marcatori | 63’ Tielemans |

| Chelsea | Leicester City |

|                 |    |                    |     |     |
|                 |    |                    |     |     |
| P               | 1  | Kepa Arrizabalaga  |     |     |
| D               | 28 | César Azpilicueta  |     | 76’ |
| D               | 6  | Thiago Silva       |     |     |
| D               | 2  | Antonio Rüdiger    |     |     |
| C               | 24 | Reece James        |     |     |
| C               | 7  | N'Golo Kanté       |     |     |
| C               | 5  | Jorginho           |     | 75’ |
| C               | 3  | Marcos Alonso      |     | 68’ |
| A               | 22 | Hakim Ziyech       |     | 68’ |
| A               | 19 | Mason Mount        |     |     |
| A               | 11 | Timo Werner        | 40’ | 82’ |
| A disposizione: |    |                    |     |     |
| P               | 16 | Edouard Mendy      |     |     |
| D               | 15 | Kurt Zouma         |     |     |
| D               | 21 | Ben Chilwell       |     | 68’ |
| D               | 33 | Emerson            |     |     |
| C               | 10 | Christian Pulisic  |     | 68’ |
| C               | 20 | Callum Hudson-Odoi |     | 76’ |
| C               | 23 | Billy Gilmour      |     |     |
| C               | 29 | Kai Havertz        |     | 75’ |
| A               | 18 | Olivier Giroud     |     | 82’ |
| Allenatore:     |    |                    |     |     |
| Thomas Tuchel   |    |                    |     |     |

|                 |    |                   |     |     |
|                 |    |                   |     |     |
| P               | 1  | Kasper Schmeichel |     |     |
| D               | 3  | Wesley Fofana     | 36’ |     |
| D               | 6  | Jonny Evans       |     | 34’ |
| D               | 4  | Çağlar Söyüncü    |     |     |
| C               | 27 | Timothy Castagne  |     |     |
| C               | 8  | Youri Tielemans   |     |     |
| C               | 25 | Wilfred Ndidi     |     |     |
| C               | 33 | Luke Thomas       |     | 82’ |
| A               | 17 | Ayoze Pérez       |     | 82’ |
| A               | 14 | Kelechi Ịheanachọ |     | 67’ |
| A               | 9  | Jamie Vardy       |     |     |
| A disposizione: |    |                   |     |     |
| P               | 12 | Danny Ward        |     |     |
| D               | 5  | Wes Morgan        |     | 82’ |
| D               | 18 | Daniel Amartey    |     |     |
| D               | 21 | Ricardo Pereira   |     |     |
| C               | 10 | James Maddison    |     | 67’ |
| C               | 11 | Marc Albrighton   |     | 34’ |
| C               | 20 | Hamza Choudhury   |     | 82’ |
| C               | 24 | Nampalys Mendy    |     |     |
| C               | 26 | Dennis Praet      |     |     |
| Allenatore:     |    |                   |     |     |
| Brendan Rodgers |    |                   |     |     |

| Man of the Match: Youri Tielemans (Leicester City) Assistenti arbitrali: Stuart Burt (Northamptonshire) Simon Bennett (Staffordshire) Quarto uomo: Paul Tierney (Lancashire) Assistente di riserva: Dan Cook (Hampshire) Video Assistant Referee: Chris Kavanagh (Manchester) Assistente al Video Assistant Referee: Sian Massey-Ellis (Birmingham) | Regole della partita - 90 minuti - 30 minuti di tempi supplementari, se necessari - Calci di rigore, se il punteggio è ancora in parità - Panchina composta da massimo nove giocatori - Cinque sostituzioni permesse, oltre ad una sesta sostituzione concessa in caso di tempi supplementari. |